# Most Jerzego Sulimy-Kamińskiego w Bydgoszczy

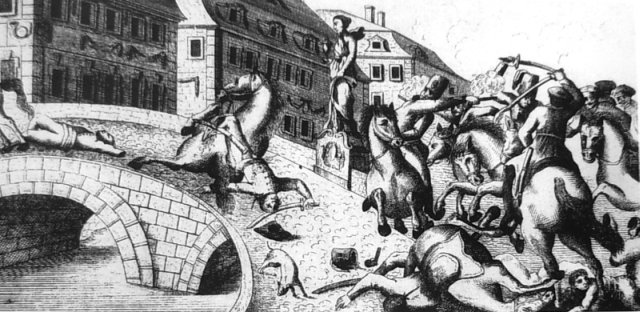
Bitwa o Most Gdański w Bydgoszczy (2 X 1794 r.) – miedzioryt nieznanego autora z XIX w.

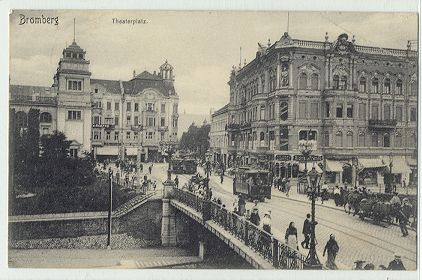
Most Teatralny w 1911 roku, w czasie zaboru pruskiego

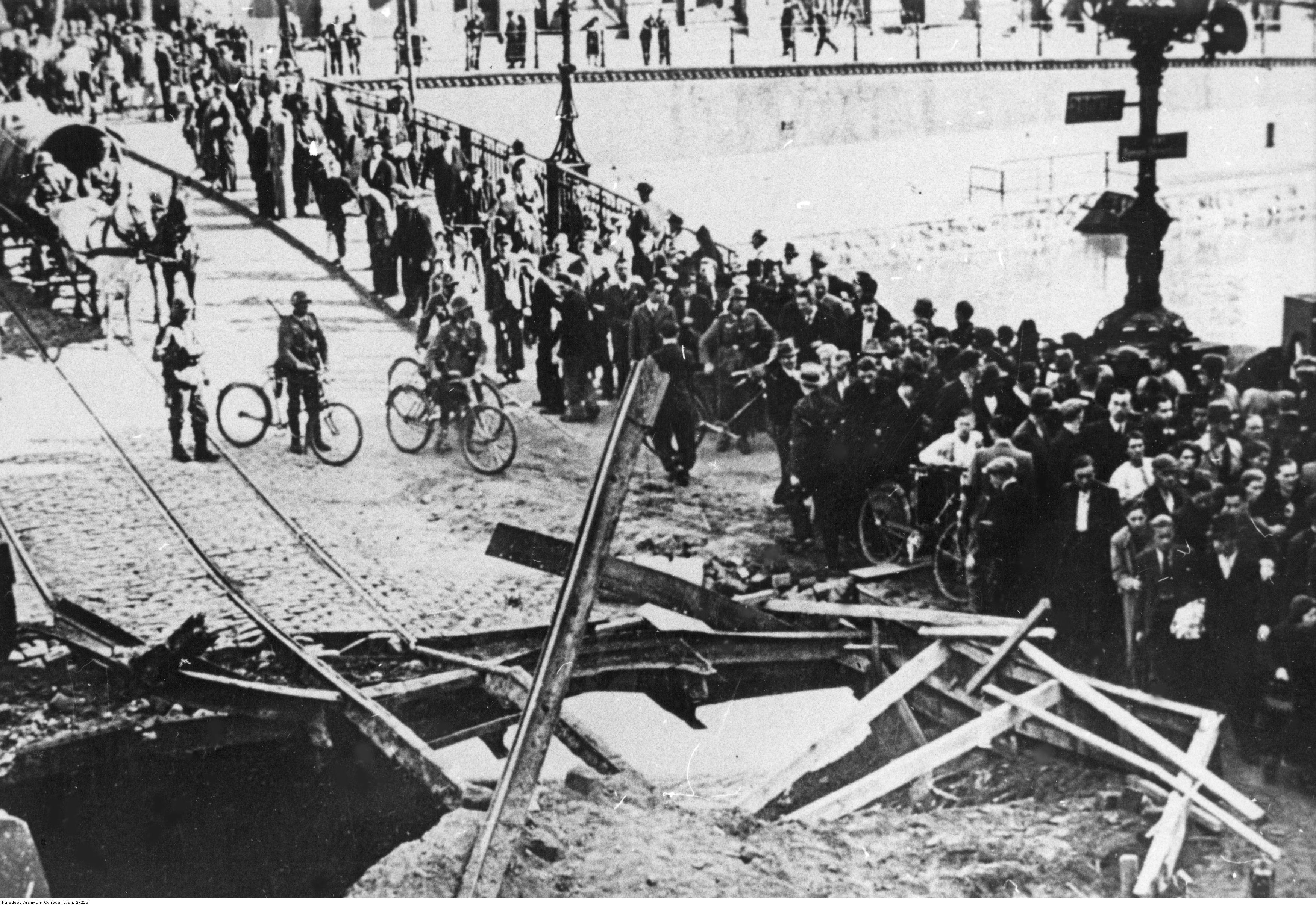
Wysadzony w powietrze przez Wojsko Polskie 4 IX 1939 most im. Romana Dmowskiego. Widok w kierunku ul. Stary Port

Most Staromiejski im. Jerzego Sulimy-Kamińskiego w Bydgoszczy – most drogowy, żelbetowy, na rzece Brdzie, położony w Bydgoszczy w centrum Starego Miasta. Pod względem lokalizacji jest najstarszym obiektem mostowym w mieście.

## Lokalizacja
Most Staromiejski im. Jerzego Sulimy-Kamińskiego spina oba brzegi Brdy, w ciągu ul. Mostowej – jednej z najstarszych ulic Bydgoszczy. Łączy on obszar dawnego miasta lokacyjnego ze Śródmieściem. W okolicy mostu znajdują się zabytki i symbole Bydgoszczy: stare i nowe spichrze, a także rzeźba Przechodzący przez rzekę, bulwary Starego Portu, ul. Grodzka i Mostowa, Plac Teatralny. Z mostu rozpościera się w kierunku wschodnim nadrzeczna panorama Bydgoszczy, często uwieczniana na pocztówkach. Z kolei w kierunku zachodnim widać wyspę św. Barbary, katedrę oraz Operę Nova.

## Nazwy
- XIV-XVIII wiek – Most Miejski (?)
- 1772–1920 – Danzigerbrücke (po 1895 r. również Theaterbrücke)
- 1920–1921 – Most Gdański
- 1921–1939 – Most Teatralny
- 1939 – Most im. Romana Dmowskiego
- 1939–1945 – Danzigerbrücke
- 1945–1970 – Most Teatralny
- 1970–2002 – Most Staromiejski
- 2002–2015 – Most im. Jerzego Sulimy-Kamińskiego[2]
- od 2015 – Most Staromiejski im. Jerzego Sulimy-Kamińskiego

Nazwy mostu nawiązują do miasta Gdańska, ku któremu wiodła droga wylotowa z miasta, Teatru Miejskiego, który stał w pobliżu w latach 1895–1945, a także Starego Miasta w Bydgoszczy.

## Historia

### Most średniowieczny
Najstarsza przeprawa mostowa przez Brdę w Bydgoszczy powstała przed 1252 r. w bezpośrednim sąsiedztwie grodu bydgoskiego. Właśnie w tym roku w dokumencie ugody księcia Kujaw Kazimierza Konradowica z Krzyżakami, podpisanym m.in. przez bydgoskiego kasztelana Bogusława – wymienia się przy grodzie bydgoskim komorę celną oraz stały most, na którym pobierano cło od towarów wywożonych z Kujaw na Pomorze Gdańskie. Znajdował się on ok. 200 m na wschód, niż obecnie i umożliwiał przejście z lewego brzegu Brdy na wyspę grodową.
Jego powstanie wiąże się z ożywionym ruchem handlowym, który rozwijał się wzdłuż szlaku śląsko-pomorskiego (dawnej bursztynowego).
We wczesnym średniowieczu w okolicy Bydgoszczy znajdowały się dwie główne przeprawy przez Brdę, których istnienie potwierdzają znaleziska archeologiczne:
- Bród w obecnym Czersku Polskim, w pobliżu ujścia Brdy do Wisły. Kontrola tego brodu, który był elementem starego traktu handlowego z południa na Pomorze Gdańskie[4] należała do grodu kasztelańskiego w Wyszogrodzie[5]. W XIV i na początku XV wieku pojawiły się projekty budowy w tym miejscu mostu przez Brdę zabezpieczonego solidną budowlą obronną[6]. Mostu ostatecznie nie zbudowano, ale w Czersku rzeczywiście pojawiła się kamienno-ceglana budowla w typie dworu obronnego. Została prawdopodobnie zniszczona w 1413 r. podczas najazdu krzyżackiego, a jej fundamenty odkryli w 1890 r. eksploratorzy z Nadnoteckiego Towarzystwa Historycznego.
- Bród w Bydgoszczy, kontrolowany przez załogę pobliskiego grodu. Znaczenie tranzytowe brodu bydgoskiego wzrosło po 1230 r., kiedy Bydgoszcz znalazła się w granicach księstwa kujawskiego, podczas gdy Wyszogród pozostał jeszcze w rękach Pomorzan. Z powodu tarć politycznych i gospodarczych z Krzyżakami, w latach 30 i 40. XIII w. książę Kazimierz Konradowic przez Bydgoszcz i Solec[7] skierował handel z Kujaw na Pomorze, ograniczając kontakty ze zdominowanym przez Krzyżaków Toruniem. Podstawowym atutem przeprawy w Bydgoszczy – początkowo ustępującej znaczeniem tej, która prowadziła przez Czersko, był stały most. Most znosił ryzyko przeprawy i uniezależniał od warunków atmosferycznych. Wtedy, gdy dojrzewała budowa mostu w Czersku, osada przedmiejska w Wyszogrodzie straciła już znaczenie z powodu zniszczeń wojennych. Wobec tego późniejszy ruch handlowy przejęła Bydgoszcz, co było bezpośrednią przyczyną jej awansu gospodarczego[3].

Most bydgoski został zniszczony razem z grodem podczas wojny polsko-krzyżackiej w 1330 r.

### Most staropolski
Po lokacji miasta Bydgoszczy przez Kazimierza Wielkiego w 1346 r. zmienił się przebieg traktu handlowego. Na ruinach dawnego grodu król wybudował zamek, który służył celom obronnym i administracyjnym, natomiast ruch handlowy przejęło miasto. W związku z tym pojawiła się konieczność odbudowy mostu w obecnym miejscu, w ciągu wytyczonej ul. Mostowej (Platea pontalis). Most umożliwiał połączenie miasta z Przedmieściem Gdańskim, gdzie w 1397 r. osiedlili się karmelici, a w 1615 r. siostry klaryski. Tam, znajdowały się również spichrze miejskie oraz kościół szpitalny św. Ducha. Nie wiadomo, kiedy przeprawa powstała i w jakiej formie, ale można przypuszczać, że nastąpiło to jeszcze w XIV wieku, przed założeniem konwentu karmelitów.
W wiekach XV-XVII, kiedy Bydgoszcz przekształciła się w duży ośrodek handlu zbożowego, z mostu bezpośrednio „sypano w statki zboże”, które następnie transportowano Brdą i Wisłą do Gdańska. W 1577 r., podczas trzymiesięcznego pobytu na bydgoskim zamku, król Stefan Batory wydał mieszczanom przywilej pobierania części drewna spławianego Brdą do Wisły, z przeznaczeniem na naprawę mostów w Bydgoszczy. Liczba mnoga w edycji dokumentu świadczy, że w Bydgoszczy było kilka mostów – prawdopodobnie: farny, młyński, magazynowy i pilarski w rejonie Wyspy Młyńskiej oraz kładki nad fosami: miejską i zamkową.

### Most Gdański 1778-1902
W momencie przejścia Bydgoszczy do Prus po I rozbiorze Polski (1772 r.), nowe władze przeprowadziły inwentaryzację istniejącej infrastruktury miejskiej. Stwierdzono wówczas, że w ciągu ul. Mostowej nad Brdą znajduje się „wielki most”, którego stan nie pozwala na remont. Zdecydowano się zatem na budowę nowej przeprawy o długości 150 stóp (ok. 45 m) i szerokości 24 stóp (ok. 7,3 m). Przedsięwzięcie obejmowało budowę dwóch granitowych filarów i granitowo-ceglanych przyczółków, montaż drewnianych dźwigarów, umocnienie nabrzeży oraz budowę kamienno-ceglanych bulwarów nad Brdą, po stronie południowej. Bulwar o długości 80 m, łączył się z przyczółkami. Most powstał ostatecznie w 1778 r. Posiadał on trzy przęsła oraz nawierzchnię drewnianą.
2 października 1794 r. podczas insurekcji kościuszkowskiej na moście rozegrały się dramatyczne wydarzenia podczas tzw. bitwy o Bydgoszcz stoczonej między wojskami gen. Henryka Dąbrowskiego i oddziałem pruskich huzarów dowodzonych przez płk. Szekelyego. Oddział pruski został ostrzelany przez artylerię polską podczas prób przejścia przez most, w wyniku czego płk Székely został śmiertelnie ranny w obie nogi. Bitwa zakończyła się efektownym zwycięstwem wojsk polskich.
1 maja 1888 r. przez most przejechał pierwszy tramwaj konny, a 3 lipca 1896 r. zainstalowano na nim tramwajową trakcję elektryczną. Bydgoszcz była drugim miastem po Berlinie, w którym uruchomiono tramwaj elektryczny.
W latach 1888–1939 przez most wiodły następujące linie tramwajowe:
- linia „A” Dworzec Kolejowy – Dworcowa – Gdańska – Most Gdański – Mostowa – Stary Rynek – Długa – Świętej Trójcy – Most Władysława IV – Grunwaldzka – dworzec kolejki wąskorowej[11]
- linia „B” Gdańska (Koszary) – Gdańska – Most Gdański – Mostowa – Stary Rynek – Długa – Toruńska (strzelnica)
- linia „D” Gdańska – Długa (od 1936 r.)

Most został rozebrany w 1902 r. w związku z koniecznością zwiększenia jego prześwitu. Było to związane z modernizacją drogi wodnej Wisła-Odra, której elementem był Kanał Bydgoski oraz miejski odcinek Brdy.

### Most Teatralny 1902-1939
W 1902 r. zbudowano kolejny most, który dotrwał do 1939 r. Był to stalowy Most Teatralny oparty na ceglanych przyczółkach i trzech granitowych filarach z kutymi, żeliwnymi barierkami, którego środkiem biegł tor tramwajowy. Długość mostu wynosiła 43,45 m, a jego szerokość 14 m, w tym 8 m jezdnia z torowiskiem tramwajowym. Nawierzchnię jezdni wykonano z kostki, a chodników – z płyt granitowych.
Posiadał on bogato rzeźbione żeliwne poręcze i balustrady w kształcie liści oraz płatków bratków, a także latarnie gazowe stojące na kamiennych pylonach na przyczółkach przy wjazdach. Nazwa mostu nawiązywała do największego obiektu kulturalnego ówczesnej Bydgoszczy, który stanął na Placu Teatralnym, ok. 50 m od północnego wjazdu na most.

### Most im. Romana Dmowskiego 1939
2 stycznia 1939 r. zmarł przywódca i ideolog opozycyjnego Stronnictwa Narodowego Roman Dmowski. Podczas pierwszego posiedzenia nowej Rady Miejskiej w Bydgoszczy jeden z radnych Stronnictwa Narodowego zgłosił nagły wniosek o uczczeniu pamięci Romana Dmowskiego przez nadanie jego imienia ulicy Mostowej. Przeciw nagłości wniosku wystąpił Tadeusz Matuszewski. Zaproponował on, aby nadać którejś z ulic imię Ignacego Paderewskiego. W związku z zaistniałą sytuacją, ówczesny prezydent Bydgoszczy Leon Barciszewski zarządził głosowanie. Większością głosów uchwalono zmianę ulicy Mostowej na ulicę Romana Dmowskiego a mostu Teatralnego na most Romana Dmowskiego. Uchwałę zatwierdziły władze wojewódzkie w Toruniu. W takim stanie obiekt przetrwał do czasu wybuchu II wojny światowej.
Most został zniszczony 4 września 1939 r. przez saperów wycofującego się 62 Pułku Piechoty Wielopolskiej. Jeszcze w 1939 r. został prowizorycznie odbudowany przez Niemców. Na dawnej konstrukcji mostowej zabudowano konstrukcję drewnianą, natomiast od strony południowej wzniesiono nowy granitowy przyczółek, skracając w ten sposób długość przeprawy. Nie odbudowano ozdobnych barierek, ani latarni.
22 stycznia 1945 r. most wysadzili w powietrze cofający się Niemcy. 21 lutego 1945 r. wojska radzieckie ukończyły budowę tymczasowej kładki, którą rozebrano w lipcu tego roku po uruchomieniu odbudowanego mostu. Przeprawa miała w założeniu charakter tymczasowy, dostosowano ją do ruchu tramwajowego, samochodowego i pieszych.

### Most Staromiejski
Obecny most Staromiejski został zbudowany w latach 1960–1961 r. przez Płockie Przedsiębiorstwo Robót Mostowych według projektu prof. Maksymiliana Wolffa z Biura Projektów Budownictwa Komunalnego w Gdańsku. Jest on szerszy, niż jego poprzednicy, gdyż przewidziano ułożenie pośrodku trakcji tramwajowej, dwóch pasów jezdni oraz szerokich chodników. Nie nawiązano natomiast do dawnej stylistyki balustrad i latarń.
W latach 1962–1973 przez most i dalej przez Stary Rynek, aż do ul. Długiej przejeżdżały tramwaje. W 1973 r. w ramach rewaloryzacji Starego Miasta, ul. Mostową w części przekształcono w deptak, a trakcję tramwajową zlikwidowano.
Od 1 maja 2004 r. w sąsiedztwie mostu znajduje się rzeźba „Przechodzący przez rzekę”, która stała się atrakcją turystyczną. Duża szerokość mostu była przyczyną wykorzystywania go na parking dla samochodów, co zostało przerwane decyzją władz miejskich w 2007 r. W 2008 r. wykonano częściowy remont nawierzchni chodników, a na dawnych miejscach parkingowych ustawiono kwietniki.
W 2014 r. przeprowadzono przebudowę mostu w ramach projektów związanych z rewitalizacją Wyspy Młyńskiej, Starego Rynku oraz Bydgoskiego Węzła Wodnego. Kapitalny remont połączony był z wymianą balustrad, oświetlenia (zamontowano latarnie stylizowane na gazowe) oraz montażem iluminacji, a także rozbiórką istniejącego jeszcze torowiska tramwajowego. Nowe balustrady składają się z 32 modułów o długości 3,4 m każdy, 4 małych latarni, 4 dużych na cokołach oraz 1600 ozdobnych liści oraz kwiatów. Całość zdobień waży 20 ton i została wykonana przez Zbigniewa Szerląga. W 2017 przy północnym przyczółku moastu, po stronie zachodniej, ustawiono rzeźbę „Flisak”.

## Dane techniczne
Most wykonano jako jednoprzęsłową konstrukcję z betonu sprężonego, o długości 56 m i szerokości 20,3 m. Konstrukcję nośną stanowi 6 dźwigarów kablobetonowych o przekroju skrzynkowym. Na moście znajduje się jezdnia o szerokości 12 m oraz dwa chodniki dla pieszych o szerokości 4,15 m. Przyczółek prawobrzeżny posadowiony jest na fundamencie dawnego mostu, natomiast przyczółek lewobrzeżny posadowiono na bulwarze, 6 m od nabrzeża Brdy. Przestrzeń żeglowna pod obiektem wynosi 5,5 × 26 m. Nośność użytkowa wynosi 30 ton. Obiektem dysponuje Zarząd Dróg Miejskich i Komunikacji Publicznej w Bydgoszczy.

## Obciążenie ruchem
Ze względu na położenie w strefie staromiejskiej, w której obowiązuje strefa ograniczonego poruszania się pojazdów, ruch kołowy na moście jest ograniczony. Obiekt stanowi natomiast element popularnego ciągu pieszego, który łączy Stare Miasto ze Śródmieściem.